# Roberto Cinquini
Roberto Cinquini (Roma, 14 luglio 1924 – Roma, 18 luglio 1965) è stato un montatore italiano.
Figlio del produttore Alberto Cinquini e dell'attrice Gina Moneta, conosciuta anche come Gina Moneta Cinquini, è stato il curatore del montaggio cinematografico di circa 70 film dal 1947 al 1965.

## Biografia
Diverse sono le sue collaborazioni di alto livello: ha curato il montaggio di diversi film di Totò, del film di Sergio Leone Per un pugno di dollari, e di molti peplum degli anni cinquanta e sessanta.

## Filmografia
- L'altra, regia di Carlo Ludovico Bragaglia (1947)
- Il conte Ugolino, regia di Riccardo Freda (1949)
- È l'amor che mi rovina, regia di Mario Soldati (1951)
- O.K. Nerone, regia di Mario Soldati (1951)
- Due notti con Cleopatra, regia di Mario Mattoli (1953)
- Miseria e nobiltà, regia di Mario Mattoli (1954)
- L'ultimo amante, regia di Mario Mattoli (1955)
- Le diciottenni, regia di Mario Mattoli (1955)
- Guardia, guardia scelta, brigadiere e maresciallo, regia di Steno (1956)
- I giorni più belli, regia di Mario Mattoli (1956)
- Domenica è sempre domenica, regia di Camillo Mastrocinque (1958)
- Le bellissime gambe di Sabrina, regia di Camillo Mastrocinque (1958)
- La duchessa di Santa Lucia, regia di Roberto Bianchi Montero (1959)
- Psicanalista per signora (Le confident de ces dames), regia di Jean Boyer (1959)
- Il figlio del corsaro rosso, regia di Primo Zeglio (1959)
- Un mandarino per Teo, regia di Mario Mattoli (1960)
- I piaceri del sabato notte, regia di Daniele D'Anza (1960)
- Genitori in blue-jeans, regia Camillo Mastrocinque (1960)
- Noi duri, regia di Camillo Mastrocinque (1960)
- America di notte, regia di Carlos Alberto de Souza Barros e Giuseppe Maria Scotese (1961)
- Divorzio all'italiana, regia di Pietro Germi (1961)
- Le monachine, regia di Luciano Salce (1963)
- Obiettivo ragazze, regia di Mario Mattoli (1963)
- Le ore dell'amore, regia di Luciano Salce (1963)
- Il mondo di notte nº 3, regia di Gianni Proia (1963)
- Tutto è musica, regia di Domenico Modugno (1964)
- Per un pugno di dollari, regia di Sergio Leone (1964)
- Berlino: appuntamento per le spie, regia di Vittorio Sala (1965)